# 능리타이 사라통위안
능리타이 사라통위안(태국어: หนึ่งฤทัย สระทองเวียน, 1972년 1월 1일 ~ )은 태국의 전직 축구 선수, 필드하키 선수이자 축구 감독이다. 태국에서는 코치 능(태국어: โค้ชหนึ่ง)이라는 애칭으로 부르기도 한다.

## 경력
사라통위안은 나콘빠톰주 깜팽샌군에 위치한 사라팟나 마을에서 태어났으며 깜팽샌 윗타야 중학교, 프라빠톰 윗타야라이 고등학교를 졸업했다. 그는 까셋삿 대학교 실험학교에서 예술 학사 학위를 받았고 까셋삿 대학교 체육학과에서 박사 학위를 받았다. 그는 대학교 재학 시절에 필드하키 선수로 활동했는데 당시 대학교에서는 학생들을 위한 축구 경기가 거의 없었기 때문이다.
사라통위안은 1995년에 태국 치앙마이에서 열린 동남아시아 경기 대회에서 태국 여자 필드하키 국가대표팀 선수로 참가하면서 태국의 금메달에 기여했다.그러다가 나중에 축구 선수로도 활동하게 된다. 1992년부터 2001년까지 폴리스 클럽 소속으로 뛰었고 태국 여자 축구 국가대표팀 선수로도 활동했다. 그는 태국 방콕에서 열린 1998년 아시안 게임에 참가했으나 태국은 조별 예선에서 승점 1점을 기록하는 데에 그치면서 탈락했다.
사라통위안은 가르치는 분야마다 숙련된 축구 코치로 여겨졌다. 그는 많은 타이틀을 획득한 아시아 대학원 대학 여자 축구 클럽의 코치로 활동했고 태국의 여러 유소년 축구 클럽에서 코치를 역임했다. 그는 2009년 1월에 람캄행 대학교가 주최한 제36회 태국 대학교 경기 대회에서 아시아 대학원 대학 여자 축구 클럽의 코치를 역임했다. 2013년 12월에는 누안판 람삼에 의해 차뚜폰 쁘라몬반이 감독을 맡고 있던 태국 여자 축구 국가대표팀의 코치로 임명되었다.
사라통위안은 2014년에 쁘라몬반의 뒤를 이어 여성으로는 처음으로 태국 여자 축구 국가대표팀 감독으로 임명되었다. 태국은 베트남에서 열린 2014년 AFC 여자 아시안컵 5·6위전에서 베트남을 누르고 5위를 차지하면서 사상 처음으로 FIFA 여자 월드컵 본선에 진출했다. 태국은 캐나다에서 열린 2015년 FIFA 여자 월드컵에서 독일, 노르웨이, 코트디부아르와 함께 B조에 편성되었다. 태국은 노르웨이에 0-4 패배, 독일에 0-4 패배를 기록했으나 코트디부아르에 3-2 승리를 기록하면서 사상 첫 승리를 따냈다. 태국은 B조에서 3위에 올랐으나 다른 조에서 3위를 차지했던 상위 4개 팀인 콜롬비아, 네덜란드, 스위스, 스웨덴에 밀려 조별 예선에서 탈락했다.
사라통위안은 2015년 9월에 태국이 2016년 리우데자네이루 하계 올림픽 여자 축구 아시아 지역 2차 예선에서 탈락하자 태국 여자 축구 국가대표팀 감독에서 사임했다. 그러나 2017년 10월에 스펜서 프라이어의 뒤를 이어 태국 여자 축구 국가대표팀 감독으로 복귀하게 된다. 태국은 요르단에서 열린 2018년 AFC 여자 아시안컵에서 4위를 차지하면서 2회 연속 FIFA 여자 월드컵 본선 진출 기록을 달성했다. 태국은 프랑스에서 열린 2019년 FIFA 여자 월드컵에서 미국, 스웨덴, 칠레와 함께 F조에 편성되었으나 미국에 0-13 패배, 스웨덴에 1-5 패배, 칠레에 0-2 패배를 기록하여 조 4위로 탈락했다.
사라통위안은 2014년부터 2017년 사이에 태국 U-14, U-16(2015년 AFC U-16 여자 선수권 대회), U-19(2017년 AFC U-19 여자 선수권 대회) 대표팀을 포함한 연령대별 태국 여자 축구 국가대표팀의 감독을 역임했다. 2019년에는 랏차부리 미트르 폴과 감독 계약을 체결하면서 태국 축구 역사상 처음으로 남자 축구 클럽의 감독을 맡은 여자 축구 감독이 되었다. 2021년에는 태국 남자 축구 국가대표팀 코치로 임명되었다.